# Long Ago Tomorrow
"Long Ago Tomorrow" é uma canção composta por Hal David e Burt Bacharach para o filme The Raging Moon em 1971, e originalmente gravada por B. J. Thomas.

## No Brasil
No Brasil, a canção integrou a trilha sonora da telenovela, O Primeiro Amor, produzida pela Rede Globo em 1972.